# Шило, Ольга Георгиевна
Ольга Георгиевна Шило (укр. Ольга Георгіївна Шило; 15 ноября 1966, Харьков — 4 июня 2022) — украинский учёный-правовед, специалист в области уголовного процесса. Доктор юридических наук (2012), профессор (2014), член-корреспондент Национальной академии правовых наук Украины (2016). В конце 1980-х годов окончила Харьковский юридический институт и начала в нём работать, с 2012 года занимала должность заведующей кафедрой уголовного процесса и оперативно-розыскной деятельности в этом же вузе (к тому моменту Национальный юридический университет имени Ярослава Мудрого). Заслуженный деятель науки и техники Украины (2013) и лауреат Государственной премии Украины в области науки и техники 2018 года.

## Биография
Ольга Шило родилась 15 ноября 1966 года в Харькове. Высшее образование получила в Харьковском юридическом институте, который окончила в 1988 году. Окончив вуз начала в нём работать на должности стажёра-исследователя, затем училась в аспирантуре. С 1996 года занимала должность ассистента кафедры уголовного процесса Национальной юридической академии Украины имени Ярослава Мудрого (до 1990 года — Харьковский юридический институт). В 1997 году в родном вузе, под научным руководством профессора Семёна Альперта О. Г. Шило защитила диссертацию на соискание учёной степени кандидата юридических наук по теме «Защита в уголовных делах и вопросы её реализации в стадиях кассационного производства». Её официальными оппонентами на защите этой работы выступили доцент Иван Марочкин и профессор Михаил Михеенко.
Спустя год после защиты кандидатской диссертации Ольга Шило была повышена в должности до доцента кафедры уголовного процесса, а в 2001 году ей было присвоено одноимённое учёное звание. В 2004 году поступила в докторантуру Национальной юридической академии Украины, которую окончила спустя три года и затем вернулась на должность доцента кафедры уголовного процесса. В 2011 году Ольга Георгиевна успешно защитила диссертацию на соискание учёной степени доктора юридических наук по теме «Теоретические основы и практика реализации конституционного права человека и гражданина на судебную защиту в досудебном производстве в уголовном процессе Украины».
Занималась правотворческой деятельностью. В мае 2012 года Указом Президента Украины была включена в состав Конституционной Ассамблеи Украины, а через месяц распределена в комиссию по вопросам правоохранительной деятельности этой Ассамблеи. Также входила в рабочую группу, которая занималась доработкой проекта Уголовного процессуального кодекса Украины. Была членом рабочих групп при Кабинете министров Украины и комиссий Верховной Рады Украины, научно-консультационных советов при Верховного суда Украины, Высшем специализированном суде Украины по рассмотрению гражданских и уголовных дел и Государственного бюро расследований Украины.
28 августа 2012 года из кафедры уголовного процесса была выделена кафедра уголовного процесса и оперативно-розыскной деятельности. В том же году Ольга Георгиевна была назначена заведующей этой кафедрой и ей была присвоена учёная степень доктора юридических наук. Занималась исследованием таких вопросов уголовного процесса как: роль уголовного судопроизводства в защите прав человека, функция судебного контроля в период досудебного расследования, виды судебного контроля и статус следственного судьи. Будучи заведующей кафедрой также руководила работой студенческого научного кружка, который функционировал при этом структурном подразделении вуза. Входила в состав двух специализированных учёных советов при вузе. Под научным руководством Ольги Шило было защищено тринадцать кандидатских диссертаций по юридической специальности.
В 2014 году Ольге Георгиевне Шило было присвоено учёное звание профессора, а спустя ещё два года она была избрана членом-корреспондентом Национальной академии правовых наук Украины. Указом Президента Украины от 7 августа 2019 года Ольга Шило была включена в состав комиссии по вопросам правовой реформы, где вошла в состав рабочей группы по вопросам реформирования уголовной юстиции.
Ольга Георгиевна скончалась 4 июня 2022 года. На момент смерти продолжала занимать должность заведующей кафедрой (к тому моменту кафедра была переименована в кафедру уголовной юстиции). Прощание с учёным прошло 8 июня в Харькове.

## Награды
Ольга Георгиевна была отмечена следующими наградами, премиями и званиями:
- Государственная премия Украины в области науки и техники 2018 года[укр.] (Указ Президента Украины[укр.] № 110 от 8 апреля 2019) — «за работу „Правовая доктрина Украины“». Также за эту работу лауреатами Государственной премии стали Ю. Г. Барабаш, А. Н. Колодий, Н. П. Кучерявенко, С. Н. Прилипко, А. А. Селиванов, В. Ю. Шепитько и В. С. Щербина[14];
- Почётное звание «Заслуженный деятель науки и техники Украины» (Указ Президента Украины № 548 от 8 октября 2013) — «за весомый личный вклад в реализацию государственной правовой политики, укрепление законности и правопорядка, развитие юридической науки, многолетний плодотворный труд и высокий профессионализм»[15];
- Премия имени Ярослава Мудрого, в номинации «за подготовку и издание учебников для студентов юридических специальностей высших заведений образования» (2010);
- Премия имени Ярослава Мудрого, в номинации «за выдающиеся достижения в научно-исследовательской деятельности по проблемам правоведения» (2011);
- Благодарности от Министра образования и науки Украины (2009 и 2010);
- Благодарность от Харьковского городского головы (2012);
- Благодарность от начальника Главного управления Министерства внутренних дел Украины в Харьковской области (2012);
- Памятный знак «Следственное управление Службы безопасности Украины» (2009)
- Отличие Министерства внутренних дел Украины «За безопасность народа» (2010);
- Почётная грамота Союза юристов Украины[укр.] (2012)